# جينيفر مولينا
جينيفر مولينا (بالإسبانية: Jennifer Molina) (14 فبراير 1980 بمدينة مكسيكو في المكسيك - ) هي لاعبة كرة قدم مكسيكية في مركز حراسة المرمى، شاركت في الألعاب الأولمبية الصيفية 2004. وشاركت مع منتخب المكسيك لكرة القدم للسيدات.

## وصلات خارجية
- جينيفر مولينا على موقع الاتحاد الدولي (مؤرشف)  (الإنجليزية)
- جينيفر مولينا على موقع قاعدة بيانات كرة القدم.إي يو (الإنجليزية)
- جينيفر مولينا على موقع أوليمبيديا (الإنجليزية)